# Prundu Bârgăului
Prundu Bârgăului is een Roemeense gemeente in het district Bistrița-Năsăud.
Prundu Bârgăului telt 6565 inwoners.